# Johann Adam Knipper der Jüngere

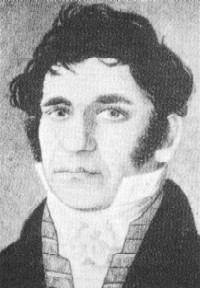
Johann Adam Knipper auf einem Gemälde eines unbekannten Künstlers

Johann Adam Knipper der Jüngere (* 26. August 1784 in Harskirchen; † 1. April 1870 in Saarbrücken) war ein Architekt und Baumeister in Saarbrücken.

## Leben
Knipper wurde als Sohn des Werkmeisters Johann Adam Knipper des Älteren (1746–1811) und dessen Ehefrau Margaretha Anna Katharina Hügel (1757–1826) geboren. Knipper heiratete am 23. Juni 1808 in Saarbrücken Karoline Margarethe Mühlenbacher (1784–1863). Das Paar hatte 5 Kinder.
Zu seinen besonderen Leistungen als Architekt zählt neben dem Wiederaufbau des Saarbrücker Schlosses und der  Restaurierung der Schlosskirche der Bau einiger bis heute erhaltener Wohnhäuser in Saarbrücken. Außerdem hatte er die Bauleitung beim Bau der Evangelischen Kirche in Bischmisheim inne, einem der bedeutendsten klassizistischen Bauwerke Südwestdeutschlands. Als Baumeister arbeitete Knipper eng mit Balthasar Wilhelm Stengel zusammen.
Knipper ist bestattet auf dem Friedhof Alt-Saarbrücken.

## Werke
- 1809 Bau des Wohnhauses Saarstraße 14 in St. Johann
- 1810 Bau des Wohnhauses Am Schlossplatz 17 in Saarbrücken
- 1810 Wiederaufbau des Schlosses Saarbrücken (mit Hugo Dihm)
- 1811–1812 Wohnhaus Vorstadtstraße 57
- 1817 Bau des J. C. Koehl'schen Handelshaus (Saarstraße 17, kriegszerstört)
- 1822–1823 Leitung des Neubaus der evangelischen Kirche in Bischmisheim nach den Plänen Karl Friedrich Schinkels
- 1830 Entwurf einer Leichenhalle für den evangelischen Friedhof Saarbrücken
- 1834 Entwurf eines klassizistischen Herrenhauses für Carl Friedrich Stumm in Neunkirchen (realisiert nach Überarbeitung von Peter Joseph König)
- 1841–1844 Bauleitung bei der Restaurierung der Schlosskirche in Saarbrücken und Bau der Seitenempore
- Bau verschiedener Gartenhäuser